# Boubovia nicholsonii
Boubovia nicholsonii är en svampart som först beskrevs av George Edward Massee, och fick sitt nu gällande namn av Spooner & Y.J. Yao 1996. Boubovia nicholsonii ingår i släktet Boubovia, ordningen skålsvampar, klassen Pezizomycetes, divisionen sporsäcksvampar och riket svampar.   Inga underarter finns listade i Catalogue of Life.